# Tyrannochthonius dongjiensis
Espèce
Tyrannochthonius dongjiensis est une espèce de pseudoscorpions de la famille des Chthoniidae.

## Distribution
Cette espèce est endémique du Guizhou en Chine. Elle se rencontre dans le xian de Luodian à Dongjia dans une grotte et dans le xian de Pingtang à Tangbian dans la grotte Baima.

## Description
Les mâles mesurent de 2,24 à 2,30 mm et les femelles de 2,49 à 2,56 mm.

## Systématique et taxinomie
Cette espèce a été décrite par Li en 2022.

## Étymologie
Son nom d'espèce, composé de dongji[a] et du suffixe latin -ensis, « qui vit dans, qui habite », lui a été donné en référence au lieu de sa découverte, Dongjia.

## Publication originale
- Li, 2022 : « Five new troglobitic species of Tyrannochthonius (Arachnida, Pseudoscorpiones, Chthoniidae) from the Yunnan, Guizhou and Sichuan Provinces, China. » ZooKeys, no 1131, p. 173–195 (texte intégral).